# استان اوتکوبامبا
استان اوتکوبامبا (به اسپانیایی: Provincia de Utcubamba) یک استان در پرو است که در منطقه آمازوناس واقع شده‌است. استان اوتکوبامبا ۳٬۸۵۹٫۹۳ کیلومتر مربع مساحت و ۱۱۸٬۳۶۷ نفر جمعیت دارد.